# Erika Umeda
Erika Umeda (梅田えりか, Umeda Erika), née le 24 mai 1991 à Yokohama, est un mannequin, chanteuse, ex-idole japonaise du Hello! Project avec le groupe °C-ute.

## Biographie
Elle débute avec le Hello! Project Kids en 2002, et participe aux groupes temporaires ZYX en 2003 et H.P. All Stars en 2004. En 2005, elle est choisie pour faire partie du groupe °C-ute. Elle rejoint aussi l'équipe de futsal du H!P Gatas Brilhantes H.P. en 2007.
Le 1er août 2009, son départ des °C-ute et du H!P est annoncé. Elle quitte le groupe le 25 octobre 2009, à la fin du C-ute Concert Tour 2009 Haru - AB°C, souhaitant se lancer dans le mannequinat. Elle signe avec une agence de mannequins en 2010.
Fin 2013, elle annonce que la musique lui manque et qu'elle va entamer une carrière solo avec un premier concert en fin d'année, Umeda Erika First Solo Live ~Starting Over~ ; le 22 décembre, jour du concert, est publié sur sa chaine officielle un clip publicitaire pour son premier album solo à venir, intitulé simplement Erika.

## Groupes
Au sein du Hello! Project
- Hello! Project Kids (2002–2009)
- ZYX (2003)
- H.P. All Stars (2004)
- Hello! Project Akagumi (2005)
- °C-ute (2005–2009)
- Wonderful Hearts (2006–2009)
- ZYX-α (2009)
- Bello! (2009)

## Discographie

### En solo
Album

### Avec Cute
Singles
1. 6 mai 2006 : Massara Blue Jeans
2. 3 juin 2006 : Soku Dakishimete
3. 9 juillet 2006 : Ōkina Ai de Motenashite
4. 29 juillet 2006 : Wakkyanai (Z)
5. 21 février 2007 : Sakura Chirari
6. 11 juillet 2007 : Meguru Koi no Kisetsu
7. 17 octobre 2007 : Tokaikko Junjō
8. 27 février 2008 : Lalala Shiawase no Uta
9. 20 mars 2008 : Koero! Rakuten Eagles
10. 23 avril 2008 : Namida no Iro
11. 30 juillet 2008 : Edo no Temari Uta II
12. 26 novembre 2008 : Forever Love
13. 15 avril 2009 : Bye Bye Bye!
14. 1er juillet 2009 : Shochū Omimai Mōshiagemasu
15. 16 septembre 2009 : Everyday Zekkōchō!!

Albums
1. 25 octobre 2006 : Cutie Queen Vol. 1
2. 18 avril 2007 : 2 Mini ~Ikiru to Iu Chikara~
3. 12 mars 2008 : 3rd ~Love Escalation!~
4. 28 janvier 2009 : 4 Akogare My Star

### Autres participations
- 6 août 2003 : Iku ZYX! Fly High (avec ZYX)
- 10 décembre 2003 : Shiroi Tokyo (avec ZYX)
- 1er décembre 2004 : All for One & One for All! (avec H.P. All Stars)

## Filmographie
Films
- 15 décembre 2002 : Koinu Dan no Monogatari (仔犬ダンの物語)

## Divers
Radio
- 2006–2007 : CUTIE PARTY (avec Megumi Murakami(2006), avec Maimi Yajima(2006-2007))
- 2008–2009 °C-ute Cutie☆Paradise (キューティー☆パラダイス) (avec Airi Suzuki)